# История Перми

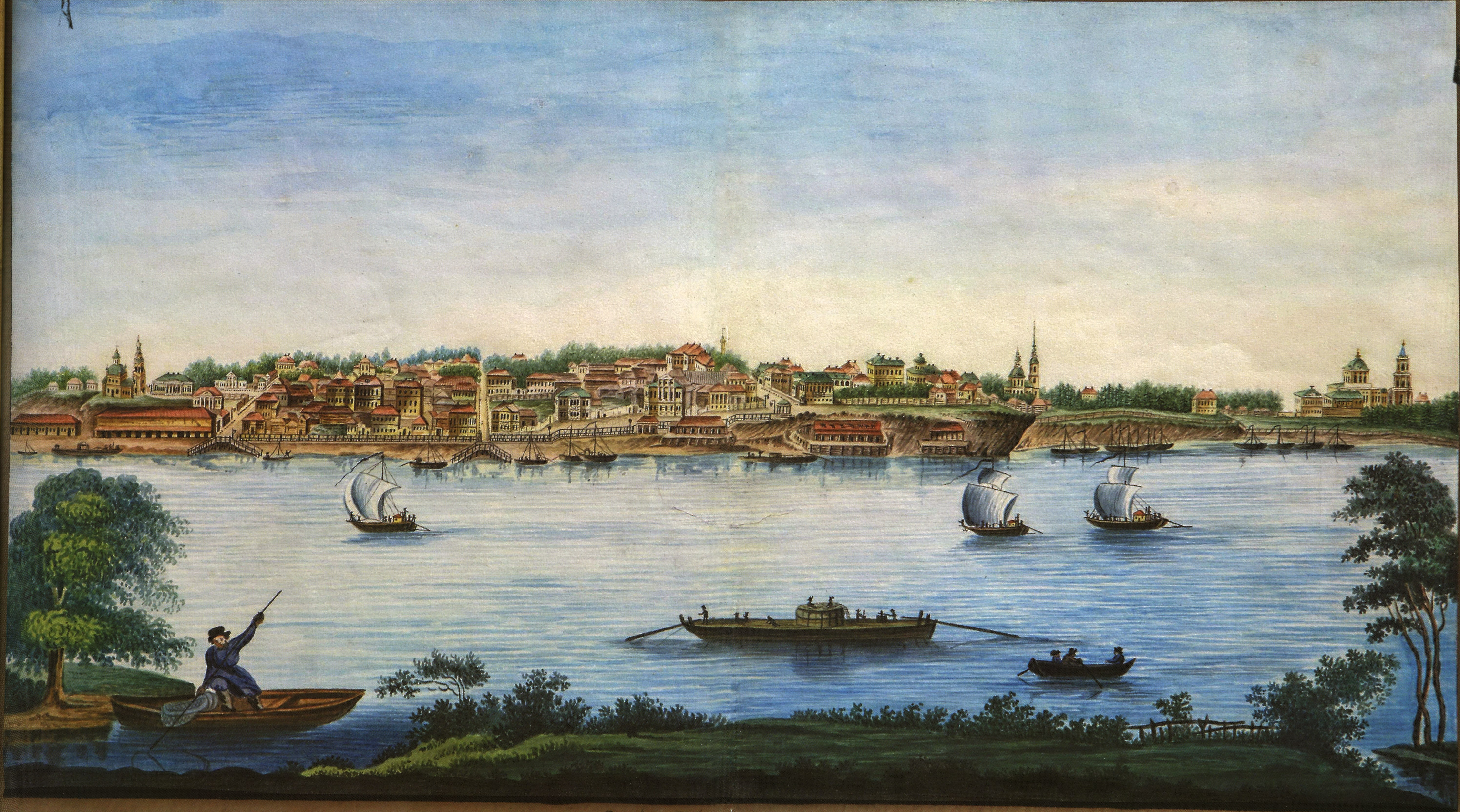
П. Е. Размахнин. Вид Перми. Акварель 1832 года. Старейшее сохранившееся изображение Перми — панорама со стороны Камы

Территория, на которой расположен город Пермь, заселена человеком с древнейших времён. В городе изучены более 130 археологических памятников (от каменного века до позднего Средневековья).

## Предыстория
Около 15 тысяч лет до н. э. в центре современной Перми на реке Егошихе вблизи устья её притока, реки Стикс, располагалась палеолитическая стоянка «Егошиха», обследованная в 2003 году Камской археологической экспедицией Пермского государственного университета под руководством А. Ф. Мельничука. В ходе раскопок было собрано несколько тысяч разнообразных каменных орудий: скребки, долотовидные орудия, острия, ножевидные пластины, скобели, резцы. По количеству находок стоянка заняла первое место среди палеолитических памятников Прикамья. Археологи установили, что обитатели стоянки охотились на северных оленей и лошадей.
«Пермский звериный стиль» стал основой искусства племён Среднего Прикамья в VIII—III веках до н. э., когда эти земли населяли племена ананьинской археологической культуры. Костяные и роговые гребни оформлены фигурками птиц, животных. Часто это изображение лося, оленя, коня или хищной птицы. В эпоху раннего железного века расширяется не только материал, на котором изображаются животные, — бронзовые булавки, браслеты, подвески гривны несут в себе изображения новых животных: змей, волков, собак, медведей. Мотивы «пермского звериного стиля» распространены в стилизованных изделиях современных мастеров.
В начале новой эры Среднее Прикамье — от Перми до Сарапула — стало прародиной пермских народов: коми и удмуртов.
После падения Волжской Булгарии, активизируется древнерусское влияние в Верхнем Прикамье, образуется Великопермское княжество. И уже оттуда русское население начинает осваивать Среднее Прикамье.
В XVII веке территория, на которой сейчас расположена Пермь, принадлежала Строгановым. Первые документальные упоминания о поселениях на территории исторического центра Перми встречаются в переписных книгах воеводы Прокопия Елизарова в 1647 году. Там упоминается починок — небольшое поселение на речке Егошихе.
Среди других поселений, наиболее близких к историческому центру города, — деревня на речке Данилихе, которая вошла в состав города в 1922 году. По сведениям историка-краеведа Е. Н. Шумилова, первое упоминание о деревне как «починок на реке Данилиха» относится к 1719 году. В деревне тогда проживало семь семей — Верхоланцевы и Камчатовы.
Известны и другие населённые пункты, которые существовали в XVII веке в пределах современных границ города и позднее вошли в его состав, например, село Верхние Муллы — важный административный центр владений Строгановых, деревня Заостровка.

## Основание завода

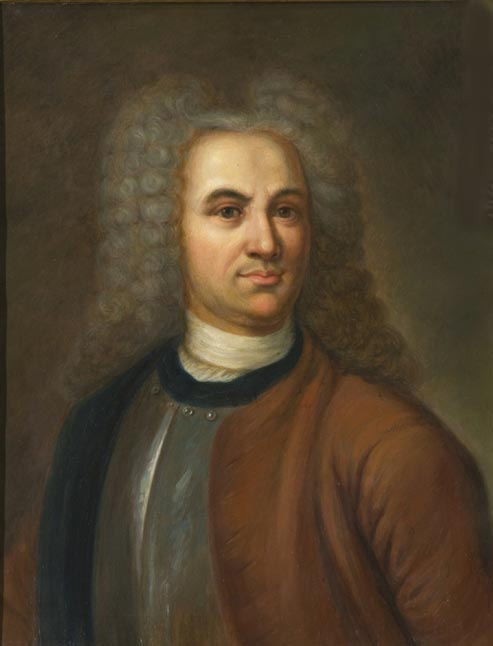
В. Н. Татищев

В начале XVIII века началось активное освоение месторождений полезных ископаемых Урала. 9 марта 1720 года по приказу Петра I капитан-поручик артиллерии Василий Никитич Татищев отправился на Урал для постройки заводов по выплавке меди и серебра. Он выбрал для постройки медеплавильного завода место вблизи устья речки Егошиха благодаря наличию медной руды и удобному положению для вывоза продукции по судоходным рекам. Другими предпосылками для строительства завода были: близость к качественным лесным ресурсам — сосновая древесина считалась тогда лучшим топливом для выплавки металла; достаточное наличие рабочей силы — при малой заселённости прилегающей местности имелись в виду государственные крестьяне Кунгурского уезда; наличие продовольствия — местное сельское хозяйство и торговля могли обеспечить жителей заводского посёлка относительно дешёвыми продуктами.

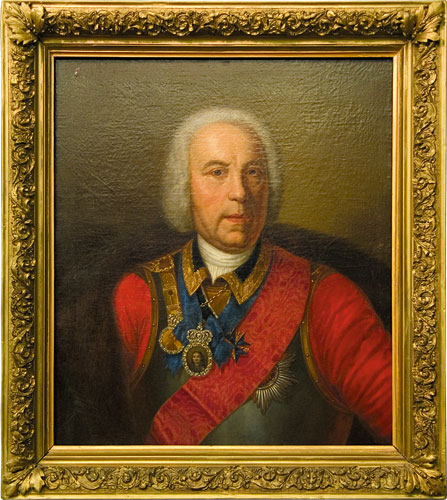
Г. В. де Геннин

В начале 1720-х годов после доноса Никиты Демидова Татищев был отстранён от должности управляющего заводами, а его преемником в 1722 году стал генерал-майор артиллерии Георг Вильгельм де Геннин. Де Геннин одобрил проект Татищева. В октябре 1722 года в Кунгуре, где к тому времени закрывался Кунгурский медеплавильный завод:6, был объявлен его указ о начале строительства двух новых заводов, в частности Егошихинского, в связи с чем приглашались крестьяне для строительных работ.
Татищев присутствовал при закладке завода. В рукописи «Описание Уральских и Сибирских заводов. 1735 г.» де Геннин (будучи уже генерал-лейтенантом) отмечал:

И по определению его, генерал-лейтенанта, оный завод начат строить мая 4-го дня 1723 года и построен по январь месяц 1724 года.

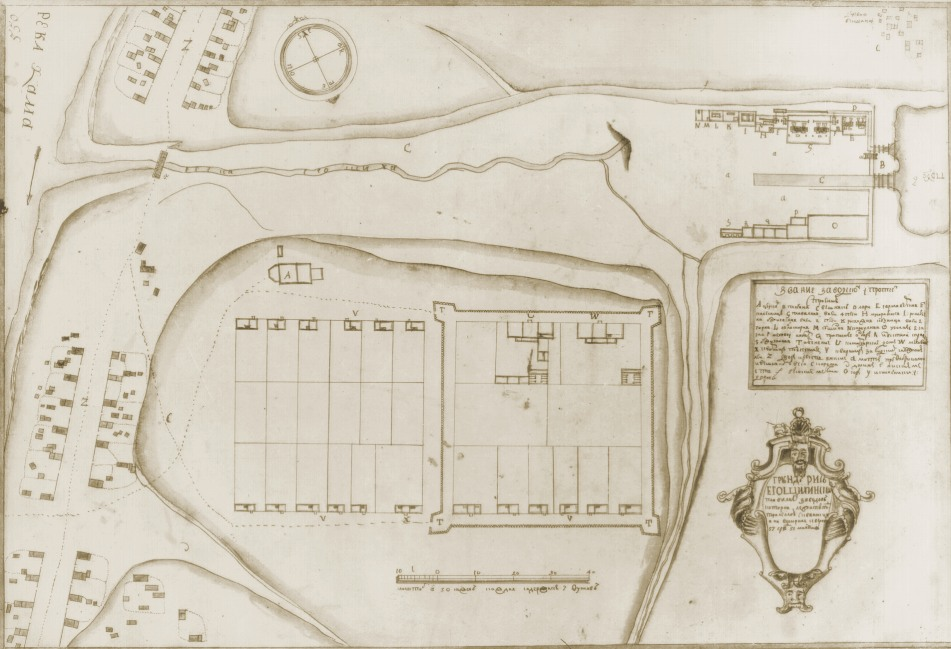
План Егошихинского завода 1730-х гг. из альбома В. де Геннина

Дата начала строительства Егошихинского (Ягошихинского) медеплавильного завода — 4 (15) мая 1723 года — считается официальной начальной датой истории Перми.
Строительство завода велось под руководством Татищева и де Геннина. В 1734 году посёлок при заводе стал административным центром Пермского горного округа. По распоряжению Татищева, в посёлке была открыта цифирная школа с преподаванием арифметики, геометрии, тригонометрии и словесных наук. 10 мая 1736 года в 4 верстах от Егошихинского завода выше по течению Камы был заложен Мотовилихинский медеплавильный завод, который был пущен в действие в 1738 году.
В 1759 году посёлок при Егошихинском заводе был уничтожен пожаром. В ноябре 1759 года указом императрицы Елизаветы Петровны завод был отдан в частное владение канцлеру графу Михаилу Илларионовичу Воронцову, который вскоре уступил их своему брату Роману Илларионовичу:8.

## Губернский город

### XVIII век
В 1778 году казанский губернатор князь Платон Степанович Мещерский, исполняя поручение императрицы Екатерины II заняться распланировкой проектируемых губерний и поиском мест для губернских городов, исследовал Прикамье, в том числе и Пермскую провинцию. Мещерский с большой свитой посетил Соликамск, Чердынь, Кунгур, Обвинск и ряд других более или менее населённых мест:24. Удобным центром провинции был признан Егошихинский завод, так как он находился на берегу судоходной Камы и почти на равном расстоянии между Казанью и Тобольском — тогдашними главными административными центрами. Предложения князя Мещерского были одобрены императрицей.

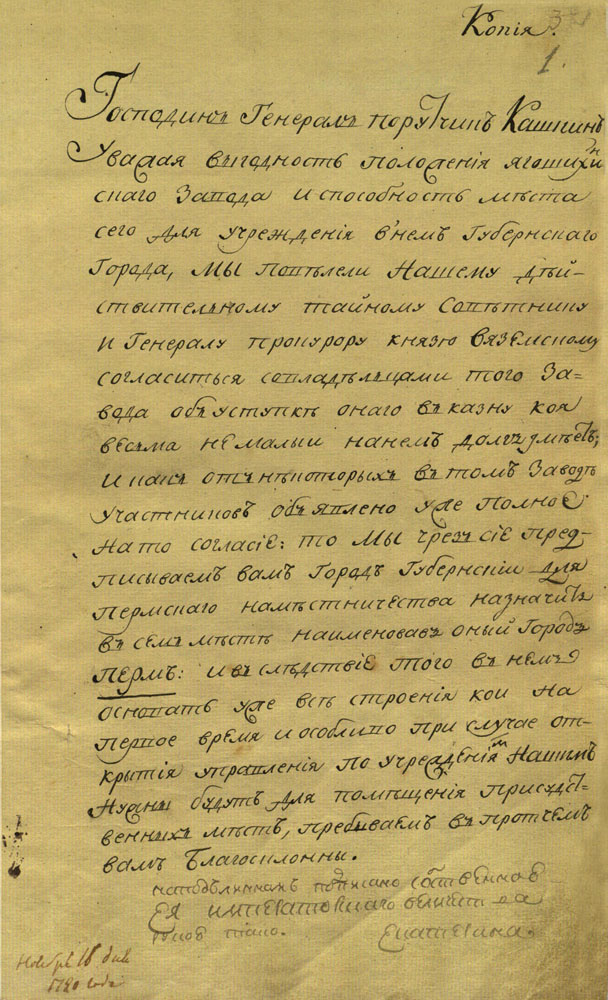
Копия указа об учреждении губернского города Перм

В мае 1780 года генерал-поручик Евгений Петрович Кашкин, определённый в должность пермского генерал-губернатора, побывав сначала в Соликамске, приехал в Егошихинский посёлок и остановился в доме управляющего заводом. Всё лето 1780 года прошло в спешной постройке новых домов. На площади недалеко от Петропавловской церкви были построены большой двухэтажный дом для губернатора и гауптвахта для военного караула:26—28.
16 ноября 1780 года императрица Екатерина II подписала именной указ Кашкину, в котором говорилось:29—30:

Уважая выгодность положения Ягошихинского завода и способность места сего для учреждения в нем губернского города мы повелели нашему действительному тайному советнику генерал-прокурору князю Вяземскому согласиться с владельцами того завода об уступке оного в казну, коя весьма немалый на нем долг имеет. И как от некоторых в том заводе участников объявлено уже полное на то согласие, то мы через сие предписываем вам город губернский для Пермского наместничества назначить в сем месте, наименовав оный город Перм; и вследствие того в нем основать уже все строения, кои на первое, и особливо при случае открытия управления по учреждениям нашим, нужны будут для помещения присутственных мест.
Спустя месяц императрица дала указ сенату по делу об уступке завода, в котором повелевалось взять в казну, «по добровольному будто бы согласию», после смерти канцлера Михаила Илларионовича Воронцова, заводы: Егошинский, Мотовилихинский, Висимский и Пыскорский, а по управлению подчинить их городу Кунгуру — в нём с 1761 года находилось Пермское горное начальство. С отчуждением земли и зданий Егошихинского завода из частной в казённую собственность вопрос основания при заводе губернского города значительно упрощался. Оставалось ещё согласовать вопрос со Строгановыми касательно уступки казне прилегающей к заводу земли, и такое согласие было вскоре получено:30.
Ещё через месяц, устранив законодательно препятствия на пути основания нового города, Екатерина II подписала 27 января 1781 года окончательный указ сенату об открытии в октябре этого же года Пермского наместничества в составе 16 уездов (две области — Пермская и Екатеринбургская): Пермский, Кунгурский, Соликамский, Чердынский, Обвинский, Оханский, Осинский, Красноуфимский, Екатеринбургский, Челябинский, Шадринский, Далматовский, Камышловский, Ирбитский, Верхотурский и Алапаевский, «вследствие чего в тех местах, по коим назначены уезды, учредить города»:31.

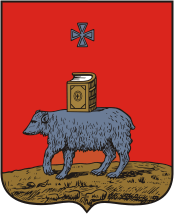
Герб Перми (1783)

Летом 1781 года продолжалась постройка зданий для наместника и присутственных мест. По случаю предстоящего открытия города и наместничества Петропавловская церковь 12 августа была переименована в собор. Открытие города и наместничества состоялось 18 октября 1781 года:32—36. Первым городским головой был избран купец из Кунгура Михаил Абрамович Попов.
17 июля 1783 года был утверждён герб города Перми:

В красном поле серебряный медведь, на котором поставлено в золотом окладе Евангелие, над ним серебряный крест, означающий первое — дикость нравов обитавших жителей, а второе — просвещение через принятие Христианского закона.
В 1788 году Егошихинский завод был закрыт в связи с истощением месторождений — производство меди продолжалось на Мотовилихинском медеплавильном заводе. Пермь стала развиваться как административный, торгово-транспортный и культурный центр Урала. В 1804 году императорским указом Егошихинский завод со всеми постройками и землёй был передан городу Перми «для устроения на нем заведений, какие выгоднейшими для городских доходов признаны будут»:117.

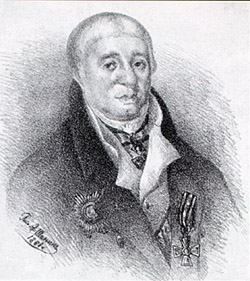
К. Ф. Модерах

В соответствии с указом императора Павла I от 12 декабря 1796 года «О новом разделении государства на губернии» Пермское наместничество было преобразовано в Пермскую губернию с центром в Перми. Губернатором был назначен Карл Фёдорович Модерах, занимавший этот пост до 1811 года. Среди прочих его заслуг историками отмечается разработанная им правильная планировка улиц Перми. А. А. Дмитриев пишет, что «К. Ф. Модерах, по старой привычке, весь отдался строительной деятельности»:97. По свидетельству Ф. Я. Прядильщикова, к 1804—1805 годам на южной границе города были обустроены ров и вал для отведения талых и дождевых вод с полей в реки Стикс и Данилиху:169—171. Вдоль северной стороны вала был устроен бульвар из четырёх линий берёз, боковые аллеи предназначались для пешеходов, а средняя — для проезда экипажей. Строительные работы Модераха вышли далеко за пределы города. Без издержек для казны и не отягчая обывателей он довёл дороги до совершенства, удивляющего иностранцев, видевших шоссе Франции и Англии:99. Строительный план Модераха осуществлялся в течение всего XIX века.

### XIX век

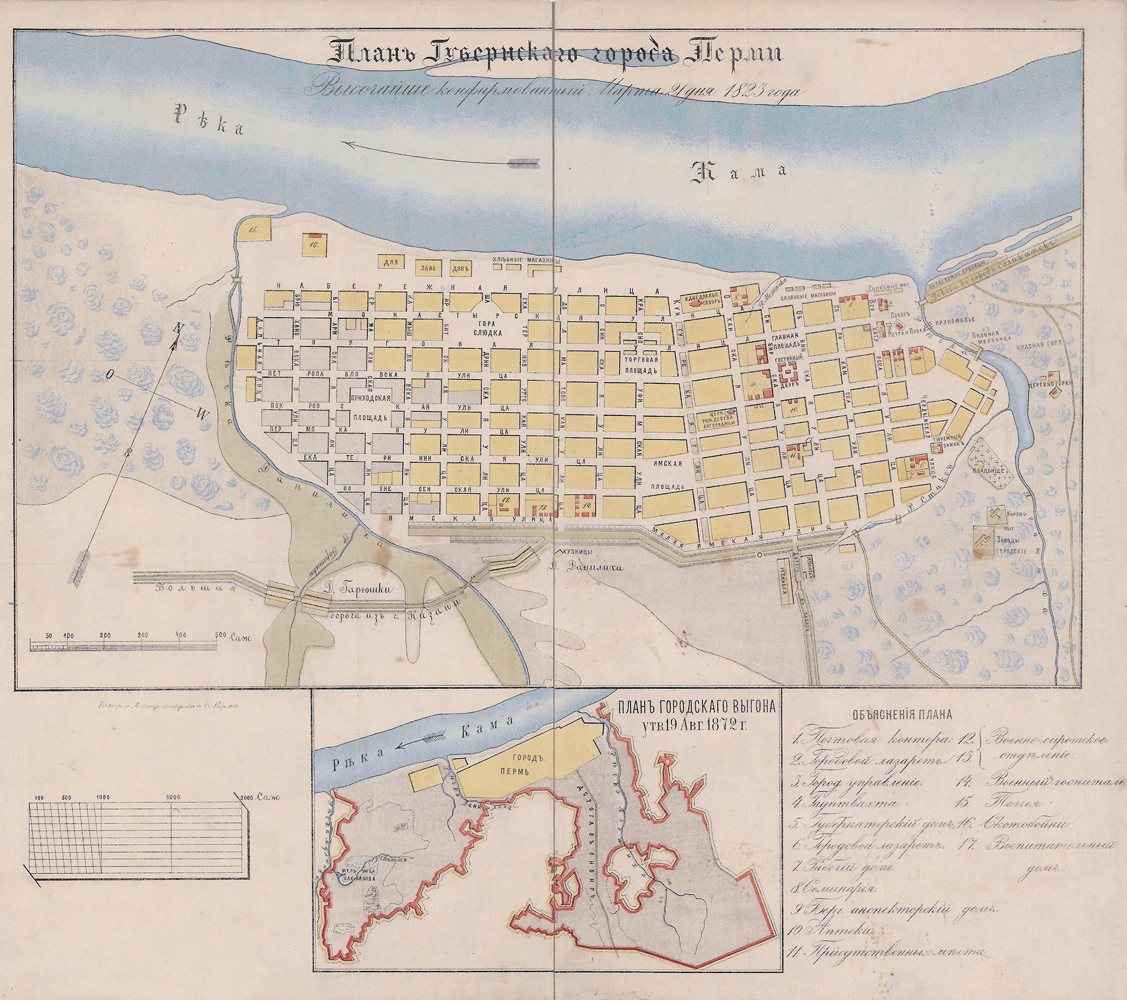
План Перми 1823 года

При Модерахе в Перми было учреждено управление казённых горных заводов по Уралу на основании нового положения 1806 года. После отставки Модераха в 1811 году в Перми сменилось несколько губернаторов, их деятельность привела к упадку и города, и губернии. В 1835 году вспыхнули бунты крестьян Кунгурского и Красноуфимского уездов. В том же году губернатор Г. К. Селастенник был отстранён от должности и предан суду по решению Сената за «нераспорядительность» и «неуважительные послабления» при подавлении крестьянских волнений.
В 1840 году британский геолог сэр Родерик Мурчисон, исследуя обширные выходы геологических пластов в окрестностях Перми, открыл Пермский геологический период, получивший название в честь города.
В 1842 году в Перми произошёл пожар, в котором погибла вся центральная часть города (около 300 домов). После него происходит смещение административного центра города на Сибирскую улицу.
В 1861 году в городе была открыта телеграфная контора:256.
1 января 1863 года был открыт Марьинский общественный банк, первый в городе.
В 1863 году из-за истощения руд Мотовилихинский завод был закрыт, и в том же году ниже по течению Камы были заложены Пермские пушечные заводы.
18 марта 1868 года по инициативе Губернского статистического комитета в Перми и её окрестностях была проведена перепись населения:

Жителей оказалось: в Перми 11381 мужчина и 8175 женщин, всего 19556 человек; в Мотовилихинском заводе 4399 мужчин и 4321 женщина, всего 8725 человек; в деревнях Данилихе, Горках, Ермолаевой и Горюшках 385 мужчин и 421 женщина. В Перми было 14 церквей, до 40 каменных и до 2900 деревянных домов, лавок 353.
24 августа 1878 года состоялось открытие Уральской железной дороги от Перми до Чусовой. Конец XIX века стал в Перми периодом грандиозного железнодорожного строительства. Ещё в 1874—1878 годах была введена в строй линия Пермь — Кушва — Екатеринбург. В 1897—1898 годах была проложена Пермь-Котлаская ветка, соединившая Уральскую железную дорогу с железнодорожной сетью Европейской России.
В конце XIX века в Перми активно развивались учреждения искусства и культуры. В 1874 году началось строительство театра оперы и балета. Осенью 1879 года там была поставлена опера «Русалка» А. С. Даргомыжского. В 1886 году был открыт первый кинотеатр — «Иллюзион». Он находился на углу улиц Большой Ямской (ныне Пушкина) и Кунгурской.

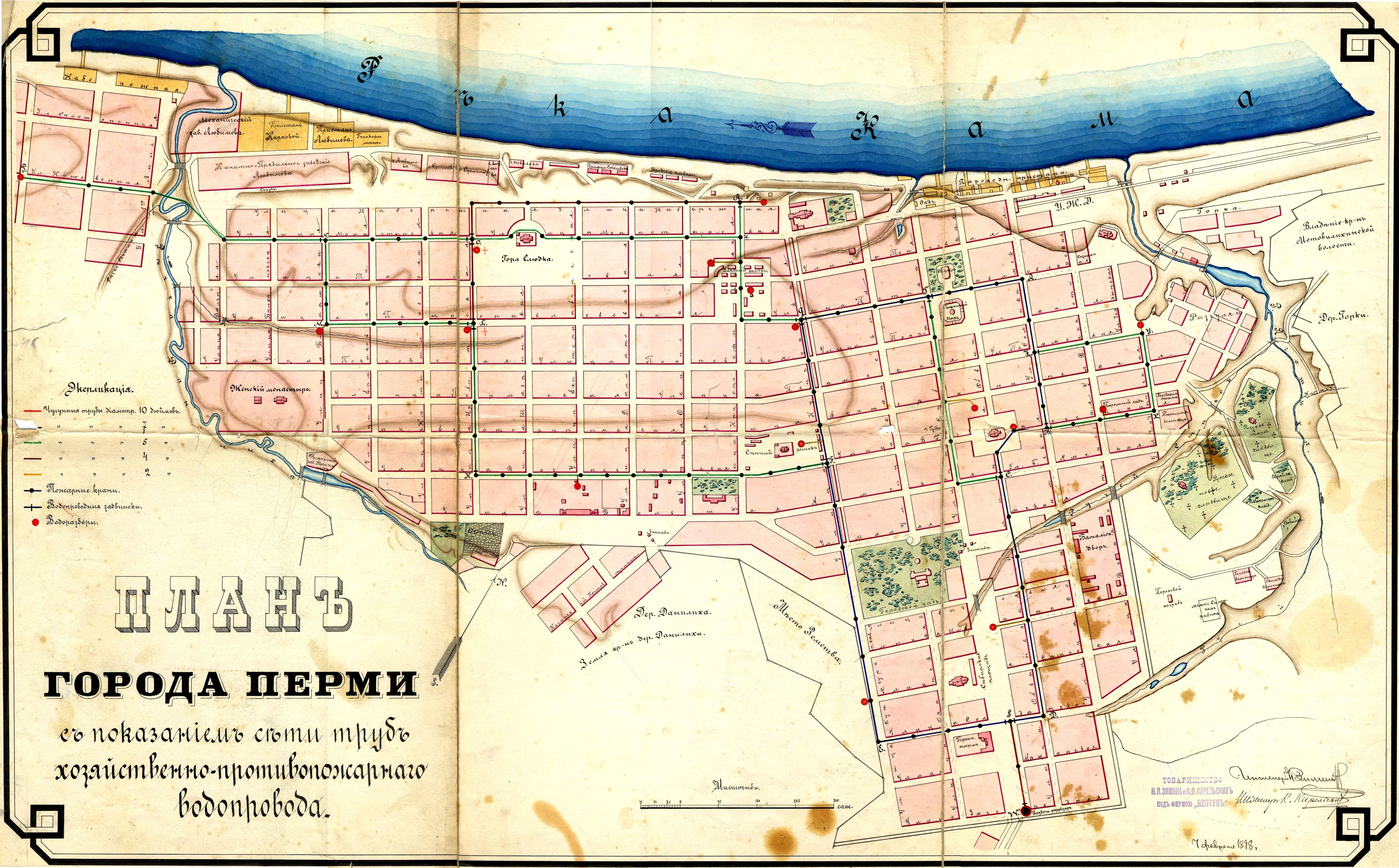
План Перми 1898 года

Будущий ректор Народного университета в Турку С. Нюман так описал Пермь, через которую он проезжал в 1889 году: «Город Пермь — столица Пермской губернии — расположен на красивом месте, на левом берегу Камы. Впрочем, этот город уже по своему внешнему виду чище и приятнее, чем те, которые мы видели до сих пор в пути, за исключением Нижнего Новгорода. Тут и пышные здания, среди которых гимназия и женская школа выглядят особенно хорошими, и уютные парки. А среди них выделяется особенно тот парк, который находится рядом с Камой. Это место, где пермские барышни прогуливаются вечером».
В 1895 году при участии главного механика Пермского почтово-телеграфного округа Конева Александра Степановича (род. 1869) была построена телефонная сеть с центральной станцией. 6 декабря 1895 года была открыта центральная телефонная станция.

## Уличное освещение и городская электростанция
Первые светильники на улицах Перми появились осенью 1829 года. Это были масляные фонари с бумажным фитилём. Освещение использовалось только с сентября по апрель. Фонари зажигали с семи вечера, в полночь их гасили.
В июле 1863 года на Сибирской улице появилось освещение керосиновыми фонарями:262.
В 1873 году в городе было устроено газовое освещение. К концу XIX века в городе было 700 светильников.
С 29 января 1902 года на улицах появилось электрическое освещение.
10 февраля 1902 года состоялось официальное открытие первой городской электростанции, которая строилась под руководством инженера фирмы «Унион» Б. Ю. Гецена. В 1900 году Гецен принял участие в конкурсе проектов пермской городской электростанции (всего было представлено 7 проектов). Пермская городская управа направила проекты на экспертизу уроженцу Пермской губернии А. С. Попову, который утвердил проект Гецена. После этого Гецен был приглашён в Пермь для руководства строительством электростанции и дальнейшей её работой. Автором проекта здания электростанции был архитектор В. В. Попатенко.
Электростанция была построена на углу улиц Торговая (ныне Советская) и Оханская (ныне Газеты «Звезда»). Здание имело три отделения:
- котельное для двух котлов, топки которых были поначалу приспособлены для сжигания дров, а затем переведены на каменный уголь;
- машинное для установки четырёх групп динамо-машин постоянного тока (впоследствии осуществлялся постепенный перевод на генераторы переменного тока);
- аккумуляторное отделение.

Поначалу для уличного освещения было установлено 20 дуговых фонарей по Сибирской и Монастырской улицам до вокзала. Для освещения остальных улиц было установлено 320 ламп Нернста 65 и 135 свечей.
Электростанция расширялась четыре раза — в 1905, 1907, 1913 и 1915 годах, однако с началом Гражданской войны энергохозяйство города пришло в упадок. В 1921 году было решено дооборудовать электростанцию завода Г. А. Лесснера (бывший завод И. И. Любимова, с 1932 года «Машиностроительный завод имени Ф. Э. Дзержинского») и объединить её с городской станцией путём постройки линии высоковольтной электропередачи и трансформаторных подстанций. В ноябре 1922 года городская электростанция, станция «Лесснер» и электросети вошли в состав нового созданного предприятия «Пермские городские сети». С 1923 года всё производство электроэнергии осуществляла станция «Лесснер», а городская станция служила пунктом распределения энергии и таким образом проработала до 1934 года.

## Общий городской водопровод и канализация
Вопросом постройки водопровода занимались как власти города, так и частные предприниматели. В 1870-х годах по частной инициативе в долине реки Медведки на пересечении с улицей Монастырской строится торговая (то есть общественная) баня, получившая название Кашинская торговая баня. Вода бралась из Камы и поступала в баню по водопроводу, проходящему по оврагу Медведки. Часть воды поступала в устроенный на Набережной улице фонтан с кранами и бассейном. Кашинский водопровод имел большое значение в жизни горожан, особенно во время эпидемий.

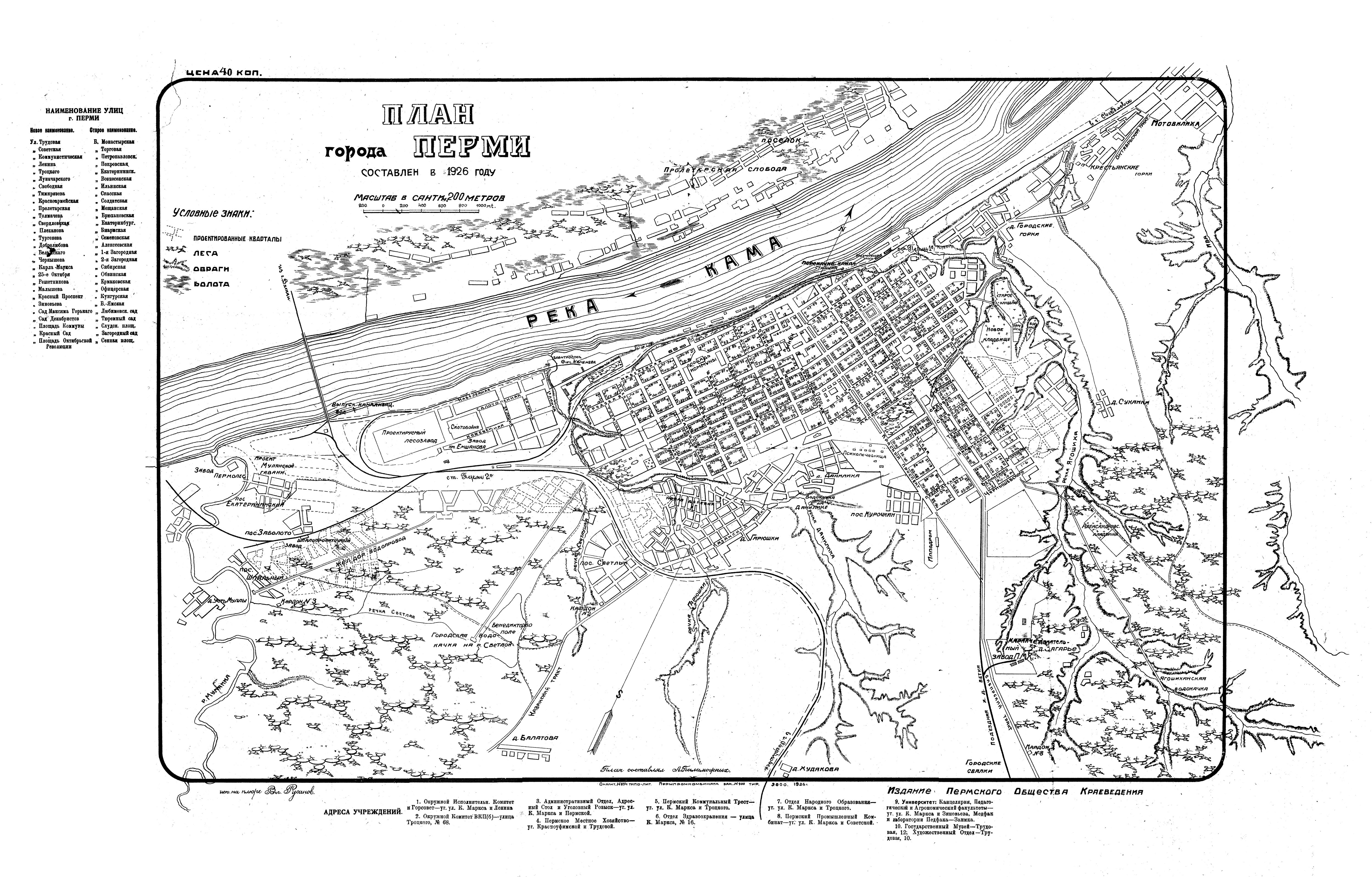
Водокачки на речках Данилиха, Светлая и Ягошиха и трубопроводы от них на плане Перми 1926 года

Городской водопровод пермские власти стали строить в 1886 году. Вода из него, взятая из ключей речки Данилихи и ключей Медянского лога, по деревянным трубам поступала в Александровскую земскую больницу (ныне Пермская краевая клиническая больница), приют для душевнобольных, бакинститут и частично в деревню Данилиха. Согласно расчётам губернского механика С. А. Ходаковского водозабор на Данилихе мог дать до 8500 вёдер воды в сутки. Для прокладки канав при строительстве привлекались больные из приюта. Позднее ветку водопровода довели до Сенной площади (ныне Октябрьская площадь), где было построено специальное водоразборное здание. Горожане охотно покупали водопроводную воду, так как она значительно превосходила по качеству ту, что доставляли водовозы. Этот водопровод действовал до 1907 года.
В 1891 году была введена в действие ветка водопровода на Соборной площади. Вода из Камы с помощью парового насоса подавалась в водоразборную башню, откуда её вёдрами разбирали горожане и бочками развозили водовозы. Однако в основном жители пользовались водой из дворовых колодцев.
В 1905—1906 годах началось строительство общего городского водопровода. В качестве источника воды была выбрана речка Светлая, в русле которой (недалеко от деревни Балатова) был устроен водосборный колодец. Рядом находилась постройка с двумя электрическими насосами производительностью 5000 вёдер в час каждый. Первая очередь водопровода строилась под руководством инженера Н. П. Зимина и была принята в эксплуатацию в начале 1907 года. На заключительном этапе строительства, 6 июня 1906 года, на должность главного инженера пермских городских сооружений, включавших в себя недавно построенную городскую электростанцию и водопровод, был назначен Б. Ю. Гецен. Наблюдая за строительством водопровода, он «вникал во все нюансы будущей работы». Для расширения сети водопровода в 1916 году был построен водозабор на реке Ягошихе, но забираемая из её русла вода не отличалась высоким качеством.
В 1925 году пермский инженер и бывший городской голова А. Е. Ширяев в опубликованной им работе доказывает необходимость расширения городского водопровода и предлагает вернуться к обсуждавшейся в своё время идее о водоснабжении из Камы. В 1930 году началось строительство первой очереди Большекамского водозабора.
Строительство городского водопровода потребовало создания в Перми системы канализации. К этому подталкивало и общее санитарное состояние города, периодические эпидемии холеры и других инфекционных болезней. Нечистоты, скапливающиеся в выгребных ямах, вывозили из города возчики артели чистоделов, официально созданной при городской управе в 1876 году. Отработанную воду жители спускали в городские канавы, откуда стоки сливались в протекающие в городе реки, в основном в Медведку и Пермянку.
Одним из участников реализации идеи создания системы канализации был А. Е. Ширяев. Приехавший в Пермь в 1911 году и принявший должность городского инженера, он начал активно заниматься разработкой таких проектов, как постройка 1-й очереди канализации и расширение водопроводной сети. Летом 1911 года он был послан в командировку в ряд городов России, имеющих канализацию, — Казань, Нижний Новгород, Москва, Киев, Саратов и Самара. К 1914 году был подготовлен проект строительства городской канализации, осуществление которого началось весной 1915 года. Строительство затрудняли военные события Первой мировой войны — дорожали материалы, не хватало рабочих рук. Кроме того, значительная часть канализационной сети прокладывалась в болотистом грунте. Несмотря на все трудности, 15 июля 1917 года первые сточные воды пошли по трубам городской канализации. События 1917 года и последующих военных лет помешали развитию системы канализации — отсутствовала биологическая очистка сточных вод. В течение многих лет сточные воды сбрасывались в Данилиху, Иву и в другие притоки Камы без очистки, лишь обработанные хлором. Биологические очистные сооружения начали строить в середине 1960-х годов, сточные воды стали очищаться с 1970 года.

## Революция 1905 года

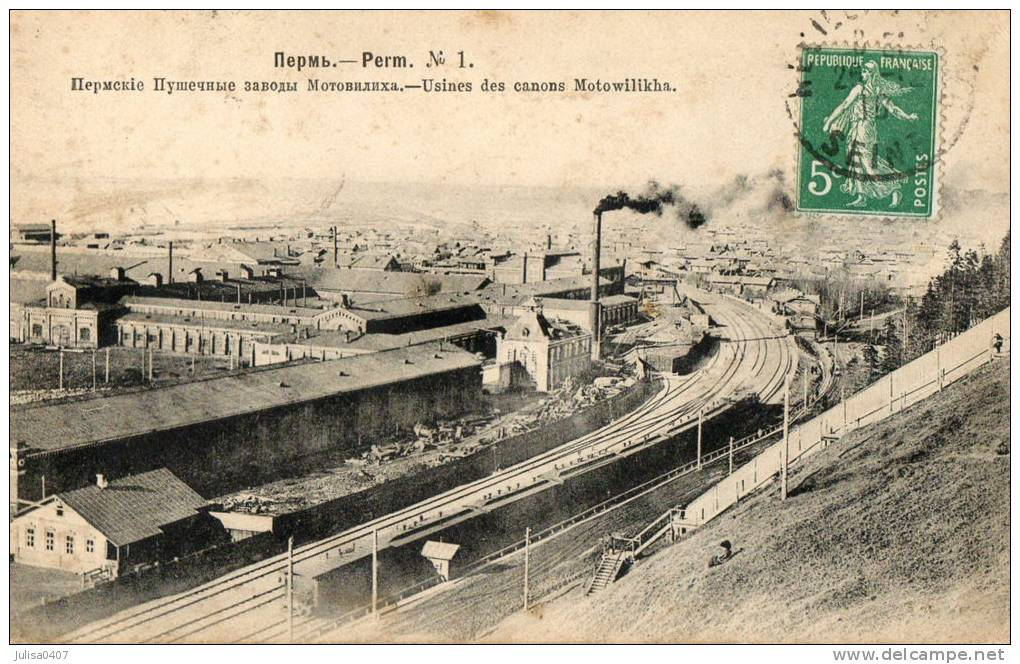
Мотовилихинские заводы. Начало XX века

В начале XX века население Перми вместе с Мотовилихой составляло около 100 тысяч человек. В самой Перми было мало промышленных предприятий. Большая часть населения города — мещане, купцы, ремесленники, чиновники и служащие — были лояльны к существующему строю. Но рядом с городом располагались Мотовилихинские заводы, где РСДРП вела активную пропаганду и пользовалась поддержкой части рабочих. Также и среди учащихся города были как сочувствующие революционерам, так и активные участники антиправительственной деятельности. Вместе с примкнувшими к ним представителями радикально настроенной интеллигенции эти группы населения стали активными участниками революционных выступлений 1905 года.
Кульминацией революционных выступлений стали события 12—13 декабря 1905 года. В столкновениях боевых дружин из рабочих и революционно настроенной молодёжи с правительственными войсками были убитые и раненые. Полицией были арестованы представители Пермского комитета РСДРП и часть руководителей восстания.
На этом революционные события не закончились. В первой половине 1906 года Пермский комитет РСДРП возглавил Я. М. Свердлов, которому в короткие сроки удалось восстановить как пропагандистскую деятельность партии, так и боевые дружины. В июне 1906 года Свердлов, его жена и вся верхушка РСДРП в Перми и Мотовилихе были арестованы. Но через два месяца после этого в Пермь во главе группы профессиональных революционеров приехал другой крупный социал-демократ Ф. А. Сергеев (Артём). Он возглавил работу по выборам во II Государственную Думу, которая успешно завершилась избранием в депутаты от РСДРП А. А. Шпагина.
Осенью 1906 года Пермский комитет РСДРП принял решение о роспуске своей боевой дружины, боевики которой без санкции комитета организовывали экспроприации и убийства полицейских. Значительная часть дружинников была не согласна с этим решением и ушла в лес, где ещё с конца декабря 1905 года находился один из лидеров революционного движения в Мотовилихе беспартийный рабочий А. М. Лбов. В отряде лбовцев собрались местные и приехавшие из других регионов Российской империи боевики. Основными действиями были экспроприации, нападения на государственные лавки винной монополии и убийства провокаторов. Движение лбовцев достигло пика летом 1907 года, но уже к концу августа 1908 года было полностью подавлено властями.

## С. М. Прокудин-Горский
В 1909 году Пермь посетил Сергей Михайлович Прокудин-Горский, пионер русской цветной фотографии, который в 1909—1916 годах при поддержке императора Николая II совершал путешествие с целью запечатлеть в цвете современную ему Россию, её культуру, историю и модернизацию. В коллекции его фотографий, опубликованной на сайте Библиотеки Конгресса США, можно найти 12 фотографий, сделанных в Перми (из них 2 сохранились только в виде черно-белых альбомных контрольных отпечатков) и ряд фотографий, сделанных в Пермской губернии в 1909, 1910 и 1912 гг.

Фотографии С. М. Прокудина-Горского, 1909 год
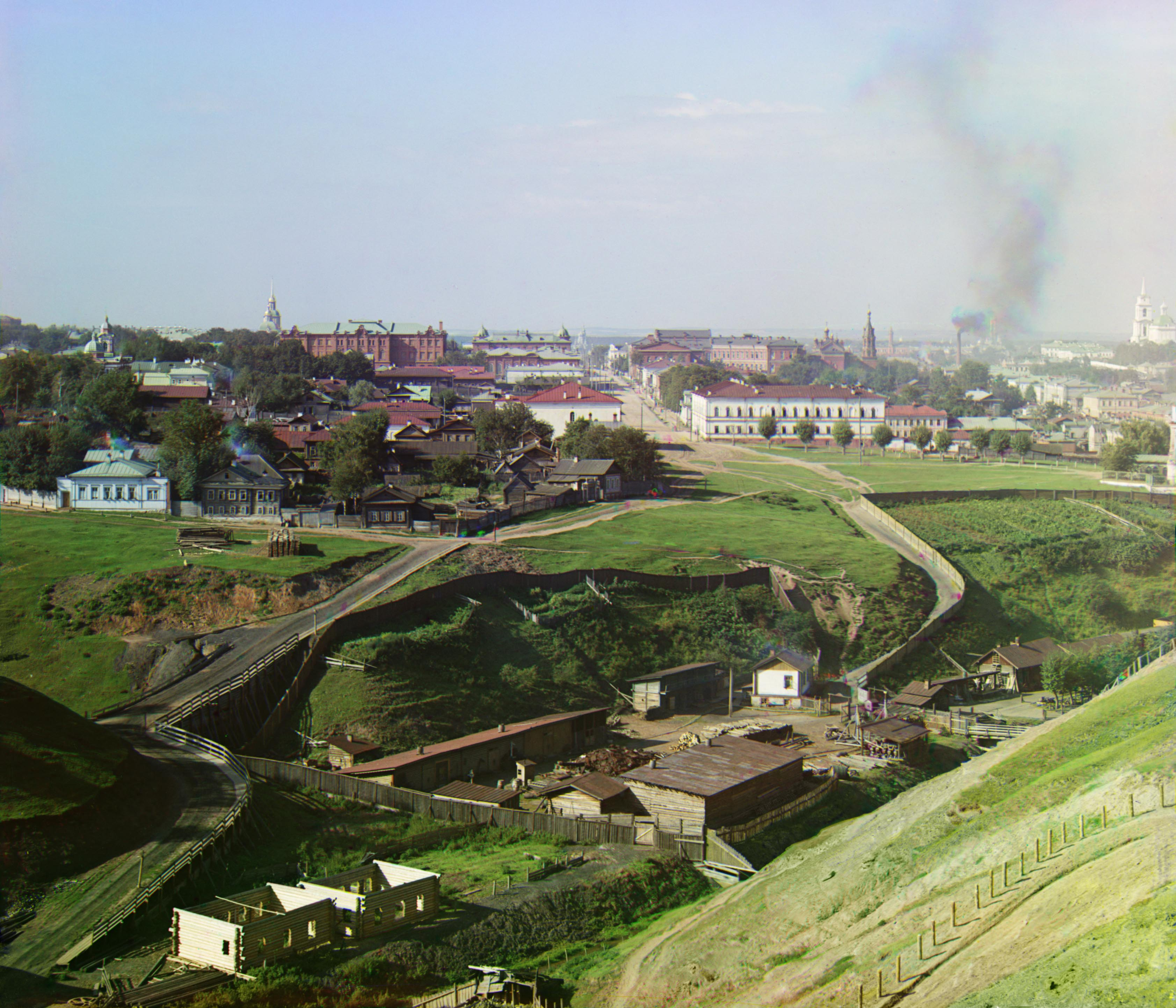
Пермь. Общий вид
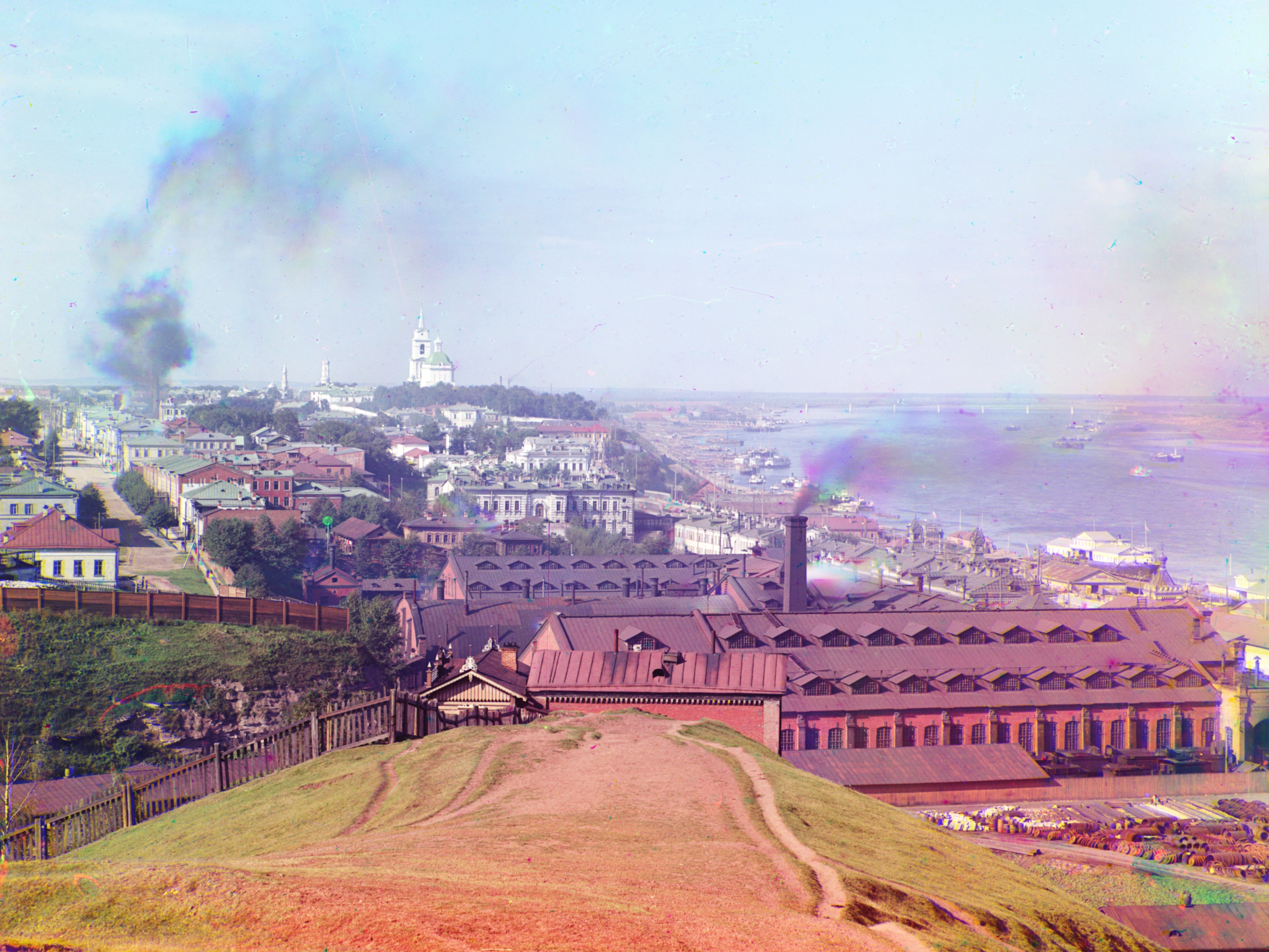
Вид на Пермь с Городских горок
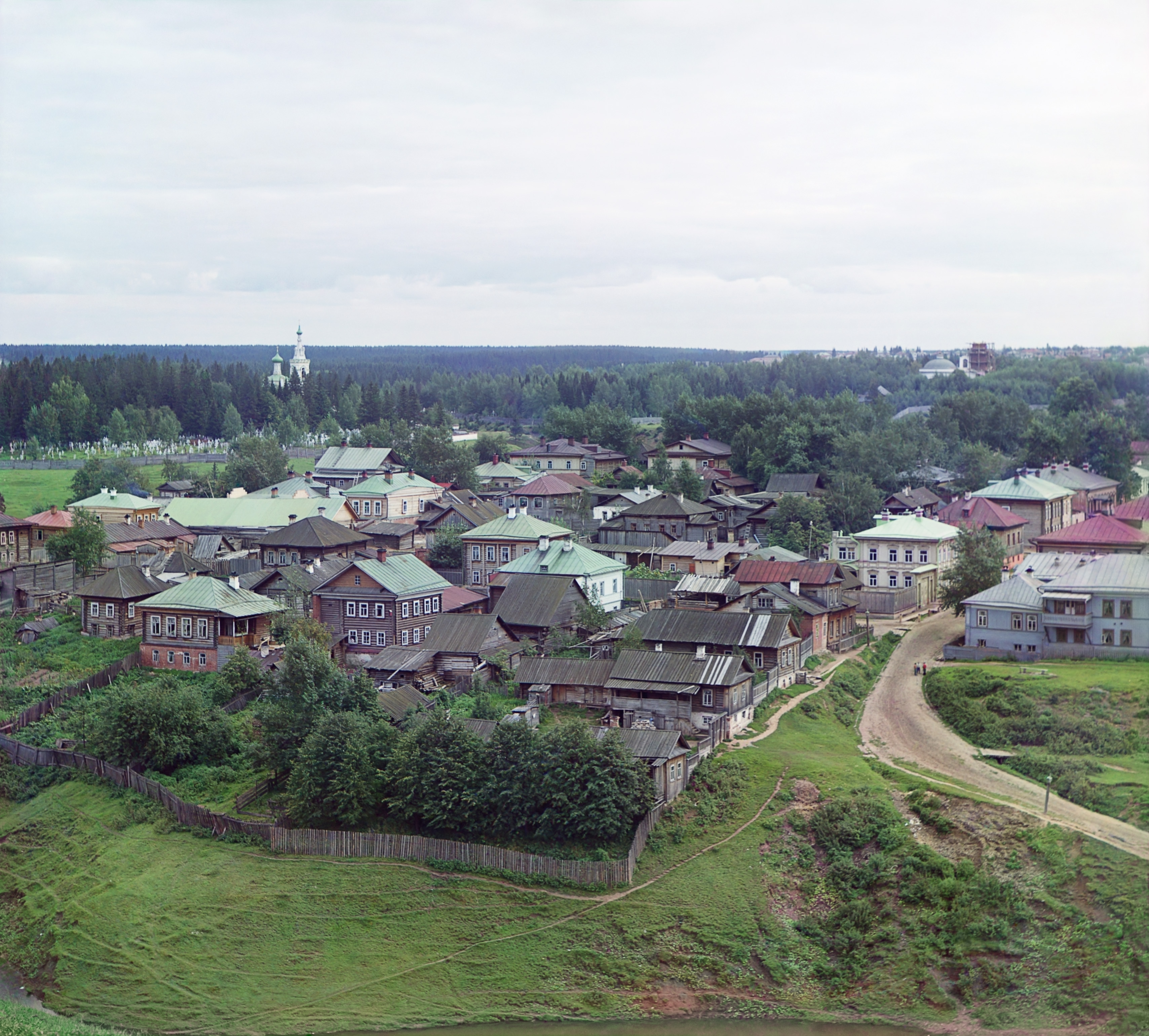
Пригород Перми — Разгуляй
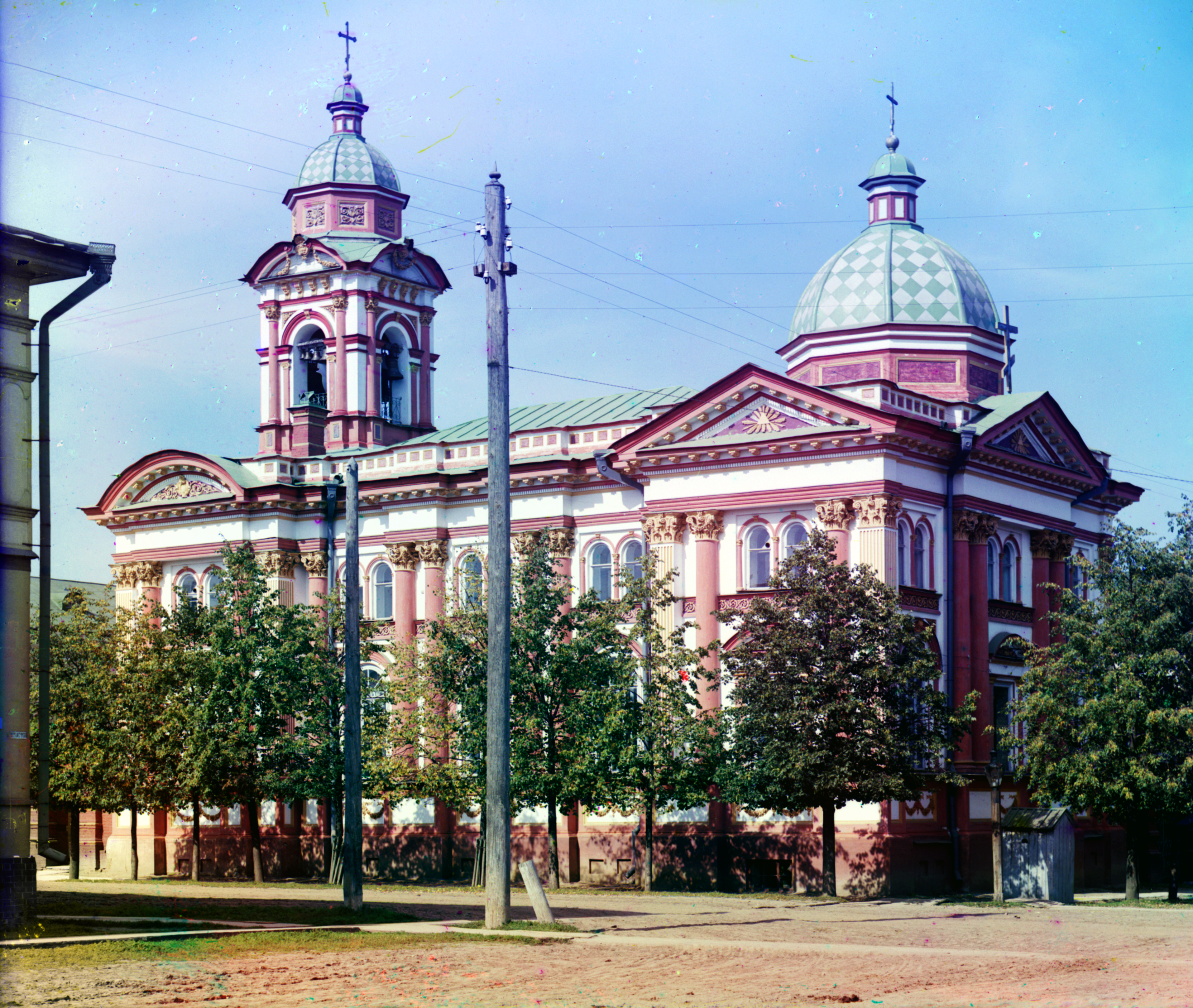
Церковь Марии Магдалины
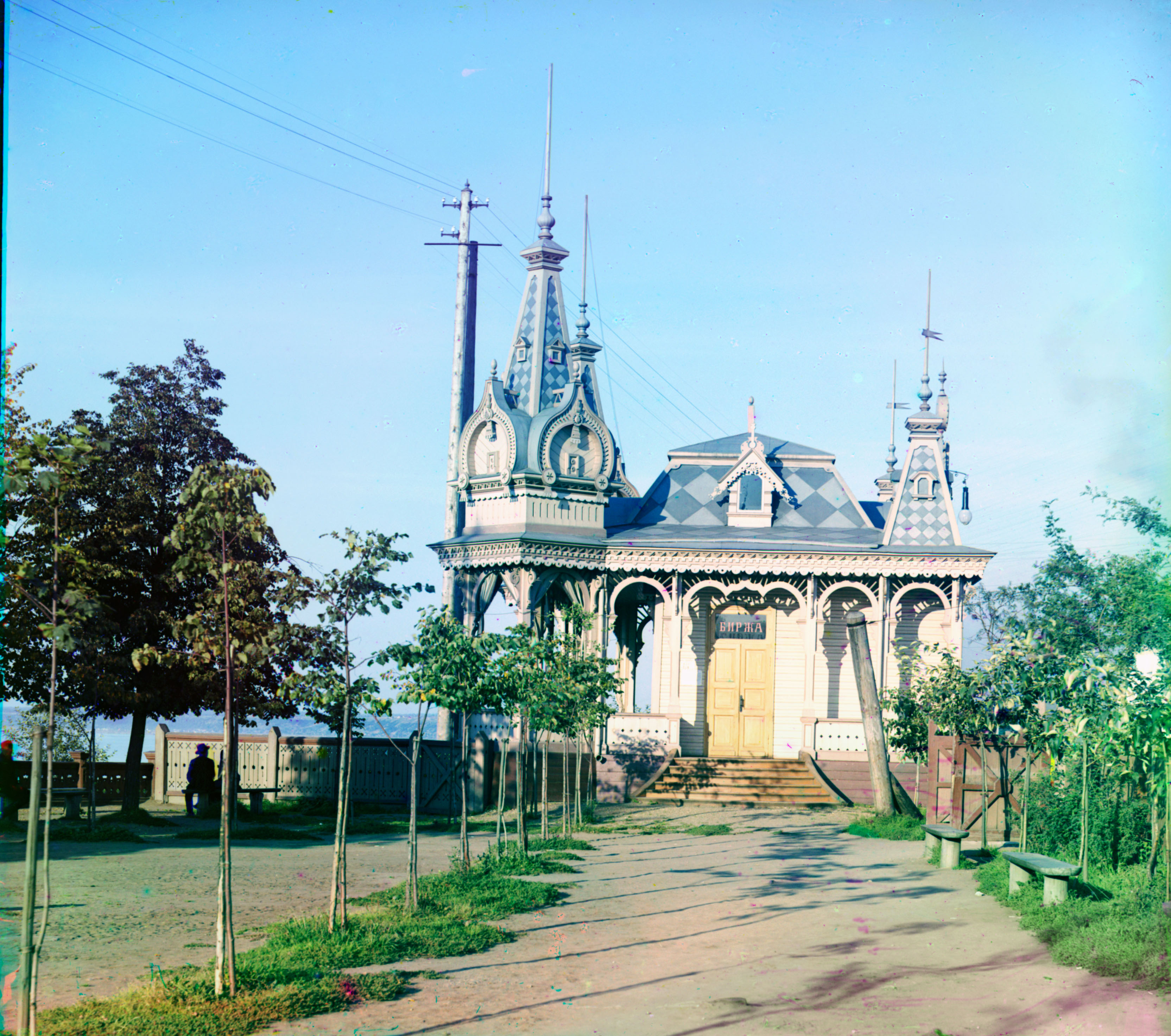
Пермь. Летнее помещение биржи
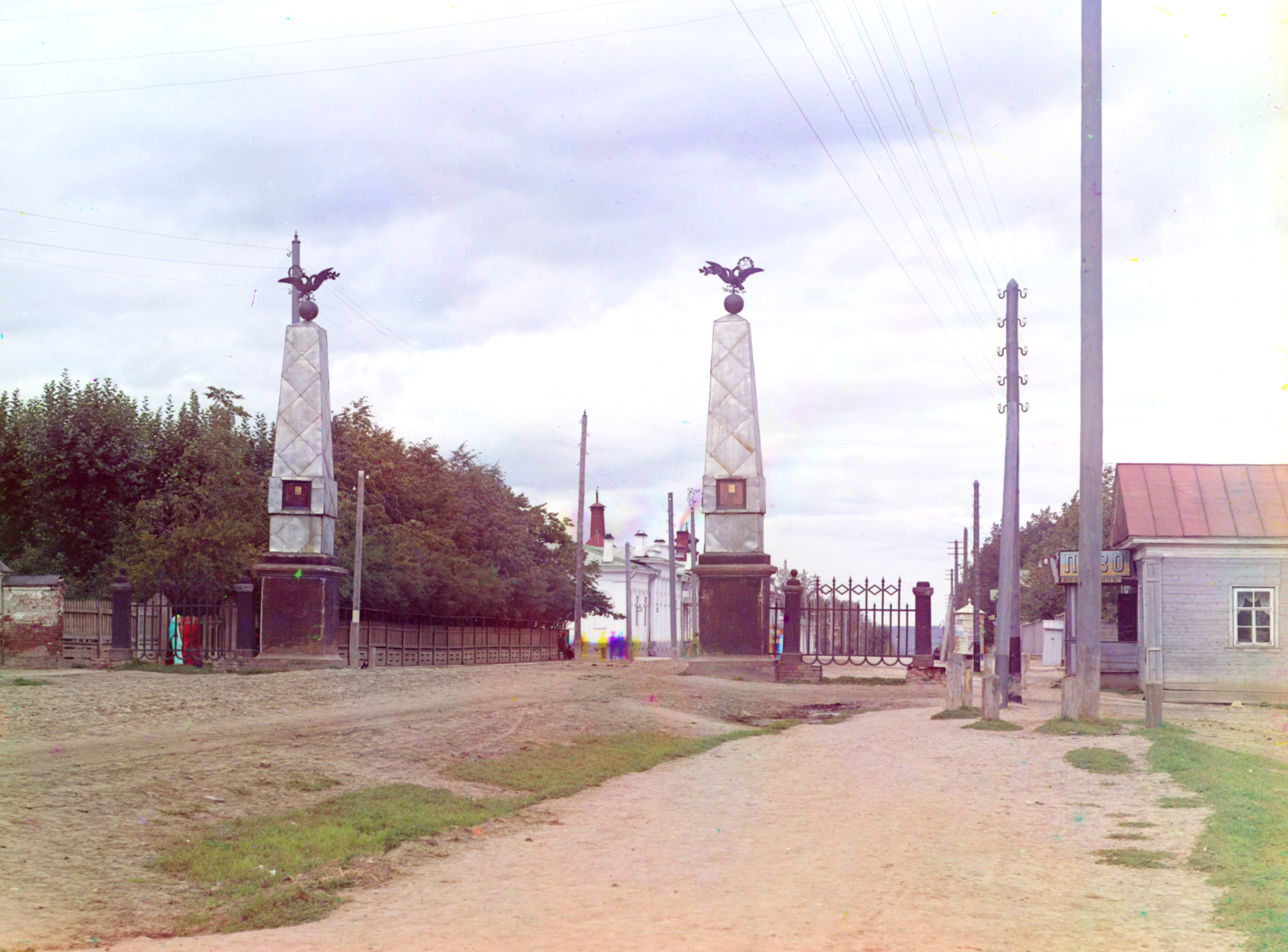
Старо-Сибирская застава
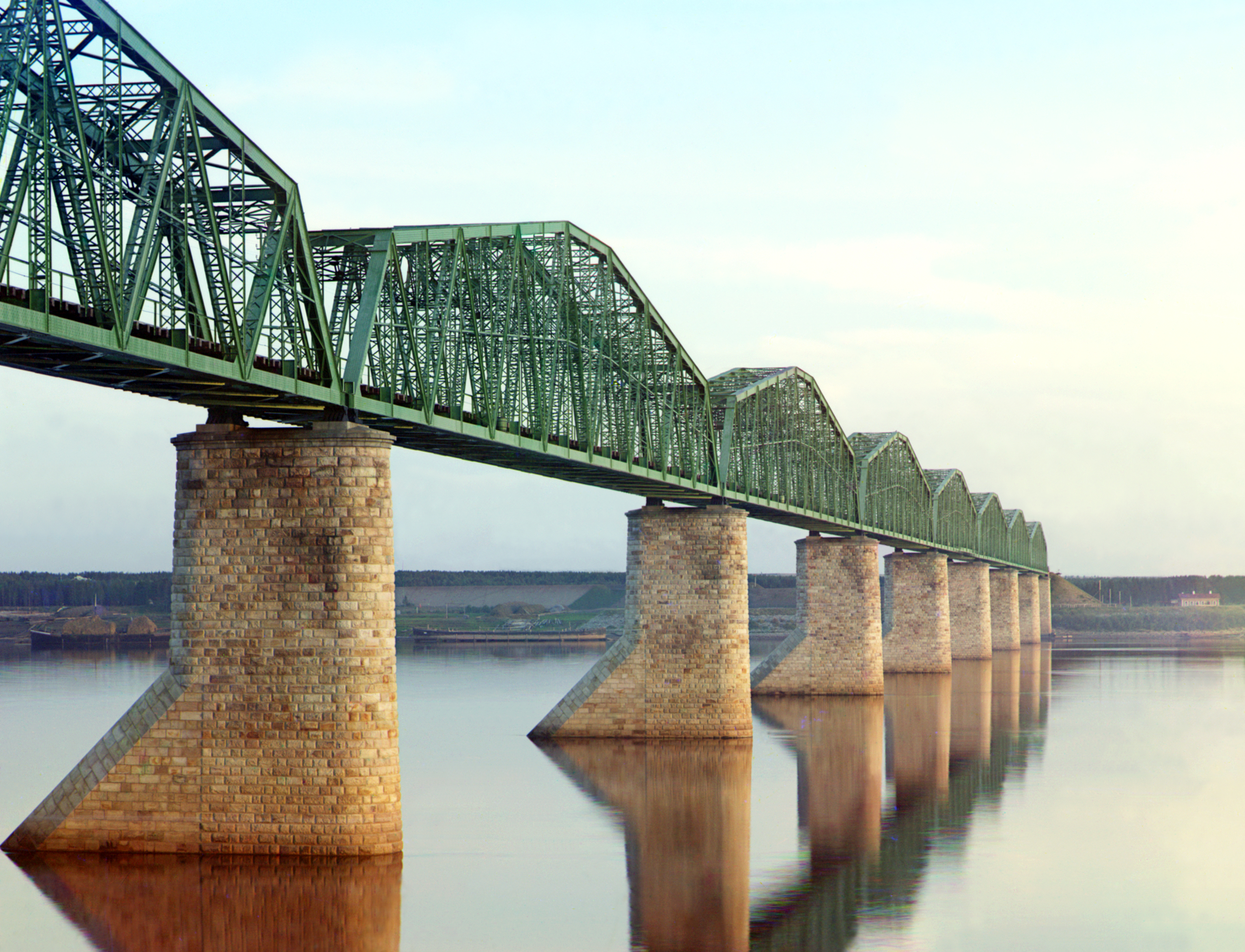
Железнодорожный мост через Каму
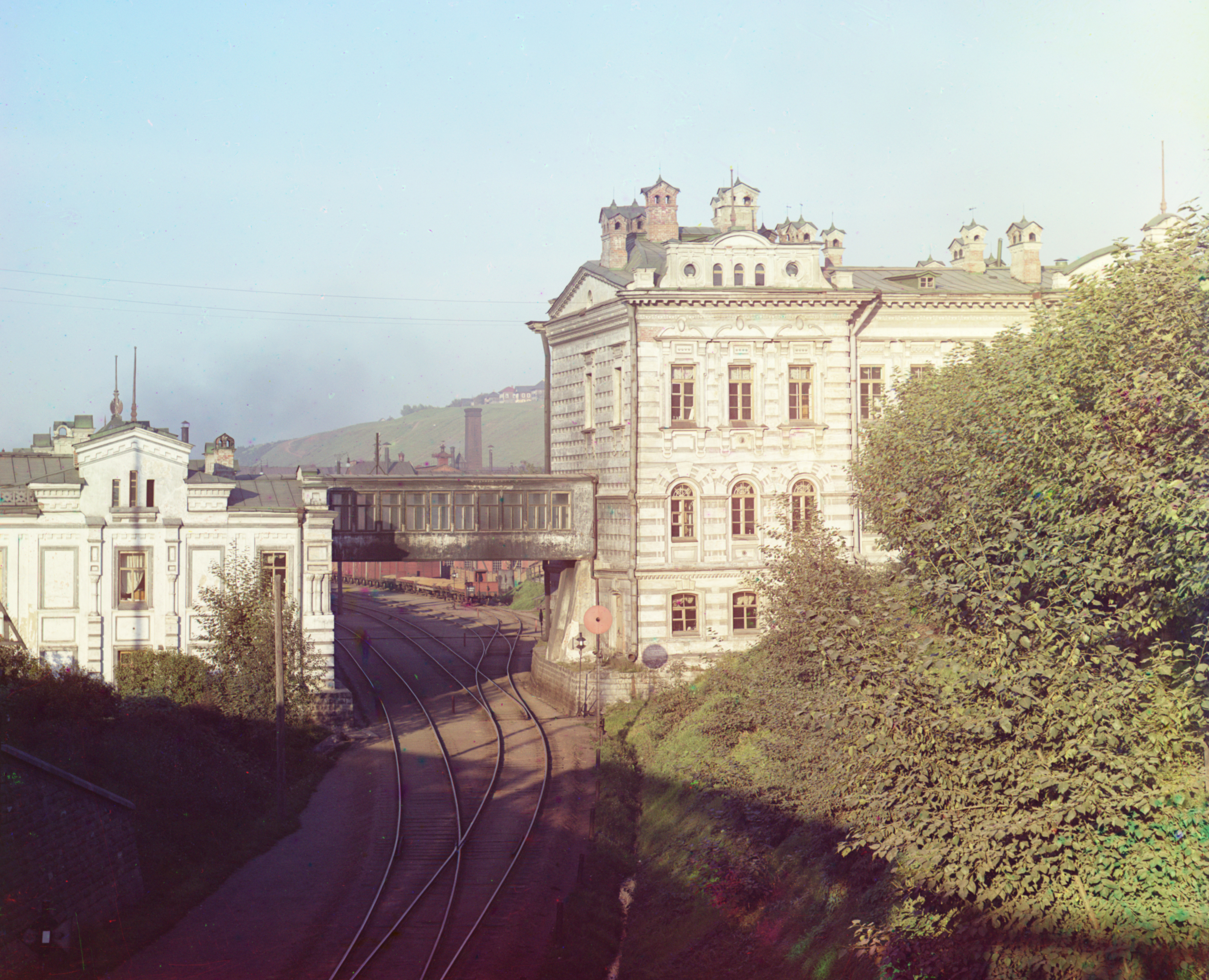
Дом управления Уральских железных дорог

## Наводнение 1914 года
Весной 1914 года вследствие разлива Камы в Пермской губернии произошло крупное наводнение. Об этом повествует доклад Пермской губернской земской управы Пермскому губернскому земскому собранию 50-й майской, чрезвычайной сессии 1914 года:

Вода в Каме поднялась на 16 аршин (11 м 38 см), превысив максимум памятного 1902 года на 2 четверти (36 см), давно небывалый разлив воды оказался в настоящем году по все уездам нашей губернии. Выступили из берегов не только большие и средние реки, но и маленькие речонки.

Были затоплены прибрежная часть посёлка Мотовилихинского завода (территория современного Мотовилихинского района), улицы Некрасовская, Луговая, и частично — Соликамская, а также цеха Пермских пушечных заводов: лесопильный, мартеновский, кузнечно-молотобойный, прокатный, сименсовые печи, 2-й снарядный, 3-й снарядный, орудийно-закалочный и снарядно-закалочный. Работа в цехах была прекращена. Жители затопленной территории, не переехавшие заранее в другие части города, вынуждены были переселиться на верхние этажи домов. По затопленной части города передвигались на лодках. В рапорте губернатору от 4 мая 1914 года пермский уездный исправник написал:

Разлив р. Камы в этом году был чрезвычайно большой. Половодье превратилось в наводнение. Водой были залиты завод б. Балашовой, все побережье Мотовилихи до Горок, железнодорожная линия в Перми. Убыток от наводнения исчислялся в 222555 рублей.

В Пермском уезде наиболее пострадали Нижне-Муллинская, Ново-Ильинская, Култаевская и Полуденская волости.

## Революции 1917 года и Гражданская война
2 марта 1917 года в Пермь из Петрограда поступили первые известия о Февральской революции. Вице-губернатор Л. В. Лыщинский-Троекуров подписал официальное объявление об отречении от престола Николая II.
5 марта на заседании совета общественных организаций был сформирован Комитет общественной безопасности (КОБ), который осуществлял власть в городе в начальный период революции. В его состав вошли: член I Государственной думы эсер С. И. Бондарев (председатель), врач и выборщик первых трёх дум В. Иванов, председатель областного военно-промышленного комитета А. Е. Ширяев, председатель Пермского биржевого комитета Н. В. Мешков, член пермской губернской земской управы В. А. Чердынцев, начальник материальной службы Пермской железной дороги Н. И. Бобин, крестьянин А. С. Пономарёв, преподаватель реального училища Н. А. Несслер и присяжный А. А. Шнееров. Комитет принял меры по охране города, начал разоружение полиции и формирование милиции. Представители прежней администрации были арестованы.
26 октября 1917 года известия о Октябрьской революции достигли Перми. 27 октября городская дума, за исключением фракции социал-демократов, осудила захват власти Петроградским Советом. 26 октября был создан коалиционный Революционный комитет. В его состав вошли по три представителя от эсеров, меньшевиков и большевиков. Пермские большевики, оказавшись в меньшинстве в комитете и не сумев навязать большинству свои взгляды, уже 1 ноября вышли из его состава.
17 декабря в здании Пермского оперного театра состоялся I губернский съезд Советов рабочих и солдатских депутатов. Съезд провозгласил установление Советской власти в Пермской губернии и сформировал губернский исполнительный комитет, председателем которого стал большевик М. Н. Лукоянов.
В марте 1918 года в Пермь был сослан великий князь Михаил Александрович. В ночь с 12 на 13 июня он его личный секретарь были вывезены группой заговорщиков из гостиницы «Королёвские номера» за пределы города и убиты. Тела их до сих пор не найдены. Приблизительно через месяц после этого официальными властями за контрреволюционную деятельность был арестован и казнён архиепископ Пермский и Кунгурский Андроник. Ныне Русской православной церковью он причислен к лику святых.
Ещё до официального провозглашения красного террора начались аресты политических и общественных деятелей Перми в качестве заложников — в июле было арестовано 80 человек, в августе — 140.
24 декабря 1918 года войска армии Колчака подошли к Перми сразу с двух сторон. А уже 25 декабря после непродолжительных столкновений в районе железнодорожной станции «Пермь-2» «белые» заняли город. В результате «Пермской катастрофы» 3-й армии «красных» «белые» взяли не только Пермь, но и Глазов и Уфу.
После отчёта комиссии ЦК РКП(б) (под руководством И. В. Сталина и Ф. Э. Дзержинского) командование Восточного фронта подготовило наступление для возвращения Перми.
2-я и 3-я армии к 20 июня отбросили армию Гайды от реки Вятки на реку Каму и вышли на дальние подступы к Перми. В ночь с 30 июня на 1 июля 1919 года, переправившись через Каму, красные вновь заняли город. При отступлении белогвардейцы сожгли почти весь Камский речной флот и взорвали железнодорожный мост через Каму. Гражданская война, военный коммунизм и сопутствующая им хозяйственная разруха привели к деградации городского хозяйства Перми. В 1923 году административный центр Урала был перенесён советской властью из Перми в Свердловск.
Режим Колчака, так же как до этого Советская власть, совершил ряд преступлений, виновны в которых были в основном военные, а не гражданские власти. Самым мрачным застенком стала военная контрразведка, которая находилась в бывшем здании Духовного училища (ныне Пермский государственный институт искусств и культуры).

## Советский период
По итогам переписи 1926 года население Перми составило 84 804 человека (39 968 мужчин и 44 836 женщин). К переписи 1939 года, в связи с индустриализацией, население города выросло более чем в три раза и составило 306 тысяч человек.
3 ноября 1927 года состоялось объединение Перми и рабочего посёлка Мотовилиха в один город. В 1931 году Мотовилиха получила статус самостоятельного города под названием Молотово, но в 1938 году была вновь включена в состав Перми — под названием Молотовского района (сейчас — Мотовилихинский район).
В 1930 году началось строительство моторостроительного завода № 19 (позднее — завод имени Сталина, завод имени Свердлова, ныне — Пермский моторостроительный комплекс).
С 1940 по 1957 год город носил название Молотов в честь В. М. Молотова, политического деятеля и председателя правительства СССР в 1930—1941 годах.
Во время Великой Отечественной войны промышленность города была переориентирована на военные нужды. Машиностроительный завод имени Дзержинского был переведён на производство боеприпасов и других средств обороны, химический завод имени Орджоникидзе — на производство химических средств борьбы с вражеской техникой и сырья для боеприпасов.
Молотовская область стала одним из основных регионов, принимавших эвакуированное население и предприятия. В область было переведено 124 промышленных предприятия, 64 из которых было размещено в Перми. На территории моторостроительного завода № 19 было размещено оборудование нескольких предприятий аналогичного направления.
В 1955 году закончилось сооружение Камской гидроэлектростанции. В 1958 году введена в эксплуатацию первая очередь Пермского нефтеперерабатывающего завода (ныне — ООО «Лукойл-Пермнефтеоргсинтез»).
1 ноября 1967 года был открыт для движения Коммунальный мост — автомобильно-пешеходный мост через Каму, связавший центр города, расположенный на левом берегу, с правобережной частью.
22 января 1971 года город Пермь награждён орденом Ленина за успешное выполнение пятилетнего плана по развитию промышленного производства.
Период кризиса экономики и всеобщего дефицита начала 1990-х годов примечателен событиями, произошедшими в Перми в середине лета 1990 года. События так называемого «Табачного бунта» начались 26 июля около полудня, когда толпа, собравшаяся в центре города, выдвинулась на проезжую часть, перекрыв улицу Ленина. Движение трамваев и автомобилей остановилось. Вскоре толпа двинулась к зданию горисполкома, которое находилось по соседству, и устроила митинг, заняв перекрёсток улиц Ленина и Карла Маркса (сейчас Сибирская). Затем был занят перекрёсток улицы Ленина и Комсомольского проспекта. Таким образом, движение транспорта по трём главным улицам города оказалось парализовано:310—312.

## Постсоветский период
Последствия общероссийского кризиса сказывались на разных сторонах жизни пермяков. В начале 1993 года вспыхнула «бюджетная война» между городскими и областными властями и в течение нескольких лет продолжалась с переменным успехом. Кроме длительного судебного процесса, «бюджетная война», запомнилась, в том числе, приездом комиссии Верховного Совета, забастовкой «Скорой помощи», перебоями работы общественного транспорта и уличного освещения:329.
20 марта 1994 года произошли впервые в постсоветской истории выборы в Пермскую городскую Думу. 8 декабря 1996 года состоялись первые прямые выборы главы города. Уже в первом туре победу одержал Юрий Петрович Трутнев. Он занимал этот пост до 2000 года.
В 2005 году была открыта первая очередь Красавинского моста. Строительство второй очереди моста и Южного обхода Перми завершено в 2008 году.

## Дата основания Перми
Дата начала строительства Егошихинского (Ягошихинского) медеплавильного завода — 4 (15) мая 1723 года — считается с 1995 года официальной начальной датой истории Перми. На запрос администрации города по поводу даты основания Перми был получен официальный ответ из Российской академии наук:

По существующей устойчивой традиции началом истории городов такого типа считается, как правило, именно основание завода. Поэтому основание Егошихинского медеплавильного завода следует считать началом истории города Перми. Уже появление завода и его действие стало важным градообразующим фактором. Таким образом, есть все основания считать официальной датой начала строительства Егошихинского медеплавильного завода, а следовательно, и начальной датой истории Перми 4 мая (15 мая «по новому стилю») 1723 года.
Вопрос о дате возникновения Перми поднимался в краеведческой литературе неоднократно. Поскольку торжественное открытие города состоялось в 1781 году:32—36, у Перми оказалось две даты рождения: 1723 и 1781 годы. Так, 18 октября 1881 года жители впервые отметили день рождения своего города (100-летний юбилей). Юбилейные торжества не устранили противоречия между официальной датой основания города и датой 1723 год. В 1923 году пермские учёные и краеведы подняли вопрос о праздновании 200-летнего юбилея Перми.
Всплеск дискуссии по этому поводу произошёл в конце 1960-х годов. Сторонников официальной даты основания города представлял ректор Пермского государственного университета Ф. С. Горовой. Ему противостояла многочисленная группа учёных, краеведов и журналистов, доказывавших, что город Пермь был учреждён не на пустом месте. Точка зрения группы, которую возглавлял Борис Никандрович Назаровский, была признана справедливой — 1973 год был объявлен юбилейным. Назаровский также представил подробный проект теоретической конференции на тему «Город Пермь в прошлом, настоящем и будущем», которая состоялась 15—17 ноября 1972 года.
В 1983 году, во время подготовки к 260-летнему юбилею, городские власти приняли решение праздновать день рождения города ежегодно в одно из воскресений июня — 19 июня 1983 года пермяки впервые широко отмечали День города. С 1994 года День города стал отмечаться 12 июня — в день принятия Декларации о государственном суверенитете Российской Федерации — позднее это решение было закреплено в Уставе города Перми.

## Планы города до 1938 года
Список материалов:172, в основном хранящихся в Государственном архиве Пермского края (ГАПК), с дополнением имеющихся на Викискладе:
- План города Перми. 1782 г. // ГАПК. Ф.279. Оп.7. Д.148
- План города Перми. 1784 г.
- План губернского города Перма, сочинён 1797-го года // Шквариков В. А. История русского градостроительства XVIII в. — XIX в. — М., 1953.
- План Губернского города Перми, сочинен 1808-го года. Копия 2. С подлинным поверял губернский землемер надворный советник Андрей Данилов.
- Геометрический специальный план губернского г. Перми. 1822 г. // ГАПК. Ф.279. Оп.7. Д.147.
- План губернского города Перми. 1823 г. ГАПК. Ф.716. Оп.3. Д.42.
- Безымянный план г. Перми. 1875—1886 гг. // ГАПК. Ф.716. Оп.3. Д.19.
- План города Перми. 1897 г. // ГАПК. Ф.279. Оп.2. Д.879.
- План города Перми 1898 г. с показанием сети труб хозяйственно-противопожарного водопровода, Н. П. Зимин, К. П. Карельских, 7 февраля 1898.
- План города Перми 1902 года из путеводителя «Спутник по реке Волге, её притокам, Каме и Оке», Саратов, 1902.
- План губернского города Перми 1908 года, Чертил Н. Белоусов.
- План города Перми 1913 года[71]
- План губернского города Перми… 1914 г. // ГАПК. Ф.716. Оп.3. Д.13.
- План города Перми. Составлен в 1917 году городским землемером И. И. Ткаль.
- План города Перми 1925 года[71]
- План города Перми 1926 года[72].
- Схематический план г. Пермь. 1938 г. // ГАПК. Ф.р-1746. Оп.1. Д.209.

### Улицы на плане 1823 года и их последующие названия
Улицы вдоль Камы:
- Набережная — Окулова;
- Монастырская — Трудовая — Орджоникидзе — Монастырская;
- Торговая — Советская (часть улицы носит имя Якуба Коласа);
- Петропавловская — Коммунистическая — Петропавловская;
- Покровская — Ленина;
- Пермская — Кирова — Пермская;
- Екатерининская — Троцкого — Большевистская — Екатерининская;
- Вознесенская — Луначарского;
- Ямская — Большая Ямская — Зиновьева — Университетская — Пушкина;
- Малая Ямская — Краснова (часть улицы имеет прежнее название).

Поперечные улицы:
- Чердынская — Клименко;
- Верхотурская — Николая Островского;
- Соликамская — Максима Горького;
- Обвинская — 25 Октября;
- Сибирская — Карла Маркса — Сибирская;
- Оханская — Газеты «Звезда»;
- Кунгурская — Красный проспект — Комсомольский проспект;
- Красноуфимская — Куйбышева;
- Осинская — Жданова — Осинская;
- Далматовская — Попова;
- Екатеринбургская — Свердловская;
- Шадринская — Борчанинова;
- Ирбитская — Александра Матросова;
- Камышловская — Крисанова;
- Ермаковская — Решетникова;
- Биармская — Плеханова;
- Брюхановская — Толмачёва;
- Дальняя — Хохрякова.

## Списки домовладений (с указанием владельцев)
- Вся Пермь на 1910 год, издание И. И. Мацкевича
- Вся Пермь на 1911 год, издание И. И. Мацкевича
- Ширяев А. Е. Материалы к постройке новых предприятий в г. Перми, Электро-Типография Чердынцева, Пермь, 1912